# PLOS Genetics
 (novembre 2022).
PLOS Genetics (abrégé PLOS Genet.) est une revue scientifique à comité de lecture couvrant tous les domaines de la génétique et de la génomique humaines, animales et végétales. Elle est éditée mensuellement par la Public Library of Science. En plus d'articles de recherche, PLOS Genetics publie des lettres électroniques dans lesquelles les lecteurs peuvent apporter leurs commentaires sur les articles.
D'après le Journal Citation Reports, le facteur d'impact de ce journal était de 7,528 en 2014. Actuellement, le directeur de publication est Gregory S. Barsh (Université Stanford, États-Unis).
PLOS est une organisation à but non lucratif qui diffuse des publications scientifiques selon des termes permettant un libre accès. L'ensemble du contenu de PLOS Genetics est publié sous les termes de la licence Creative Commons by-attribution. Pour financer la revue, le modèle économique est de faire payer aux auteurs les frais de publication.